# Eyal Yanilov
Eyal Yanilov (hebräisch אייל ינילוב; * 30. Mai 1959 in Israel) ist ein Lehrer für das Selbstverteidigungssystem Krav Maga. Yanilov war von der Gründung im Jahre 1996 bis zum Juni 2010 der Chefausbilder der International Krav Maga Federation. Seitdem leitet er den neuen Krav-Maga-Verband Krav Maga Global.

## Leben
Yanilov erlernte das Selbstverteidigungssystem Krav Maga von dessen Begründer Imrich Lichtenfeld. 1973 begann er mit dem Training, seit Anfang der 1980er Jahre unterrichtet er Krav Maga weltweit. 1996 gründete er zusammen mit anderen von Lichtenfelds Schülern auf dessen Wunsch mit der IKMF einen weltweiten Verband für Krav Maga. Eyal Yanilov leitet die „International School of Krav Maga“, die Krav-Maga-Training für Behörden und Unternehmen des Sicherheitsbereiches anbietet. Im Rahmen dieser Funktion bildete er die militärischen Krav-Maga-Instruktoren der schwedischen Streitkräfte aus. Er war bis zu seinem Austritt aus der IKMF mit dem Master Level 3 der höchstgraduierte IKMF-Instruktor und stand dem „IKMF Global Instructor Team“ vor.
Zusammen mit Imi Lichtenfeld schrieb er das Buch „Abwehr bewaffneter Angriffe“, das als erstes Buch zum Thema Krav Maga ins Deutsche übersetzt wurde.
Der History Channel berichtete in der siebten Folge der Serie Human Weapon über Eyal Yanilov und die IKMF. In der DVD-Reihe Ultimate Krav Maga tritt Eyal Yanilov zusammen mit Amnon Darsa und John Whitman auf. Für die Nahkampftechnik von Sam Fisher in Tom Clancys Splinter Cell Conviction stand Krav Maga der IKMF Pate. Dazu wurde Eyal Yanilov für Ubisoft TV interviewt.
Im Juni 2010 trennte sich Eyal Yanilov von der IKMF und gründete mit Krav Maga Global (KMG) einen neuen weltweiten Krav Maga Verband. Die Leitung der IKMF übernahm Avi Moyal.